# Owen Cooper
Owen Patrick Cooper, född den 5 december 2009 i Warrington i Storbritannien, är en brittisk skådespelare.
Cooper slog igenom i huvudrollen som Jamie Miller i tv-serien Adolescence. I filmen Wuthering Heights spelar han Heathcliff som ung.

## Filmografi (i urval)
- 2025 – Adolescence (TV-serie)
- 2026 – Wuthering Heights